# 陳莎
陳莎（Iris Chen，1988年9月1日—），現為香港亞洲電視女藝員，簽約亞洲電視兩年。被譽為「翻版劉璇」。曾任職幼兒舞蹈教師，是一名大學生。2008年參選2008亞洲小姐競選，奪得內地總決賽冠軍，內地總決賽才藝獎得主和最佳才藝獎季軍。

## 近況
國籍中國的陳莎，已簽約亞洲電視兩年，來港發展中，現在學習廣東話。

## 演出作品

### 參與節目（蘋果日報 (香港)）
- 2009年：《娛樂開CHAT》

### 參與報刊 (東方報業集團)
- 2009年：《陳莎狂煲劇學廣東話》

### 電影
- 2010年：《綫人》，飾演滄東同事

## 獎項
- 2008年亞洲小姐競選內地總決賽 ——冠軍
- 2008年亞洲小姐競選內地總決賽 ——才藝獎得主
- 2008年亞洲小姐競選總決賽 ——最佳才藝獎季軍